# Taprobana

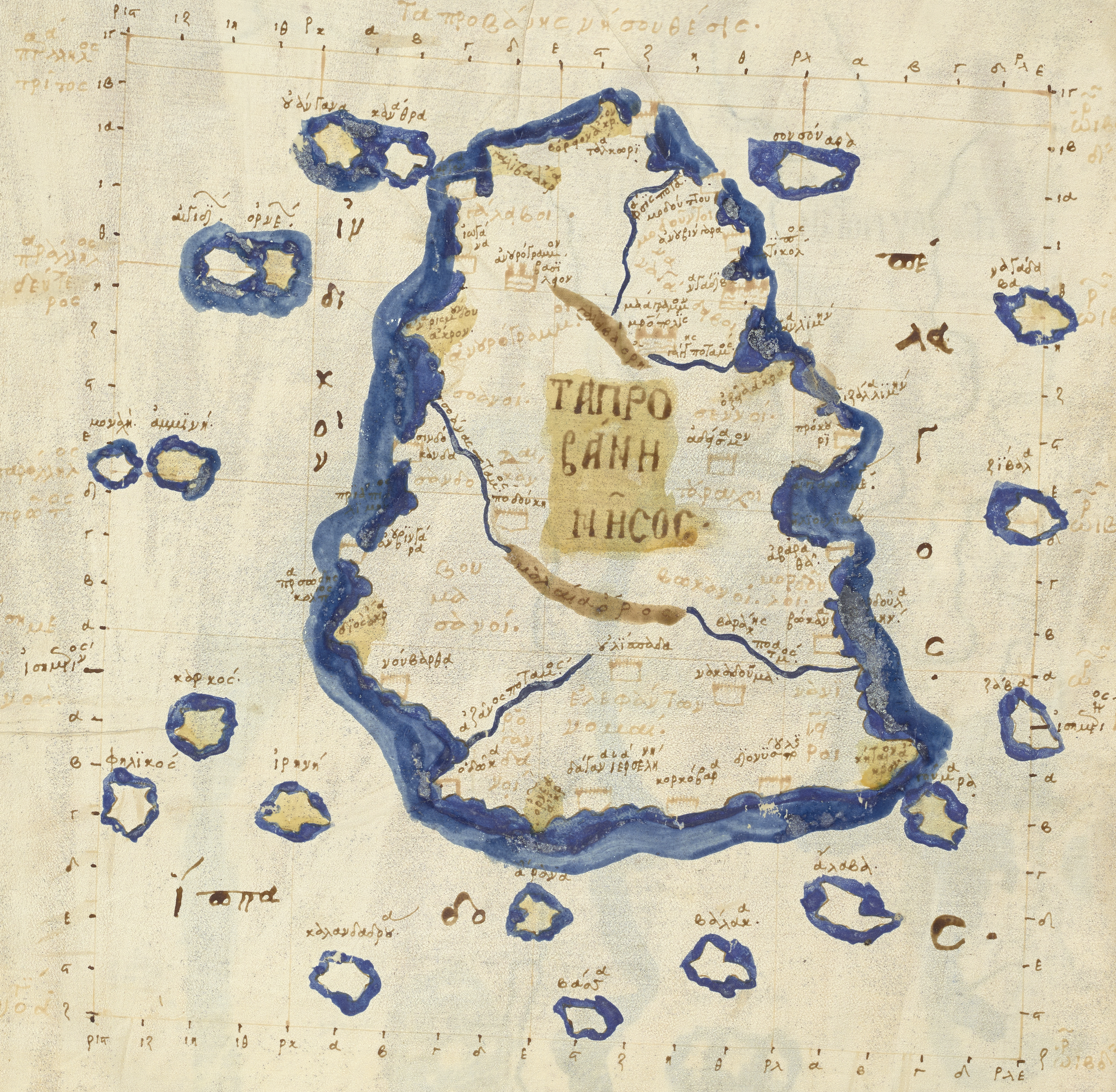
Taprobana in der 12. Asienkarte nach Ptolemäus; Manuskript Burney 111 von ca. 1380–1420.

Unter dem Namen Taprobana (Ταπροβανᾶ) oder Taprobane (Ταπροβανῆ oder Ταπραβάνη) war die Insel Sri Lanka in der Antike bekannt.

## Antike Kenntnisse
Bereits in der Zeit Alexanders des Großen war Autoren des antiken Griechenlands die Existenz einer großen Insel namens Taprobane vor der indischen Küste bekannt, da es Kontakte mit dem Maurya-Reich gab, welches in Indien herrschte und in Sanskrit den Namen Tāmraparnī oder Tambapanni für die Insel im Süden verwendete. Im pseudo-aristotelischen Aufsatz Περὶ Κόσμου (Über die Welt) werden unter anderem die größten Inseln des Welten-Oceanus aufgelistet: Albion (Großbritannien), Ierne (Irland), Taprobane (jenseits von Indien und nicht kleiner als die vorgenannten) sowie Phebol (unidentifiziert, im Arabischen Golf lokalisiert). Die genannte Größenangabe war allerdings übertrieben; Sri Lanka ist weitaus kleiner als Großbritannien. Nachdem Taprobana namentlich bekannt war, wurde es in verschiedenen geografischen und kosmografischen Werken der Antike erwähnt. 
Erwähnenswert ist die Darstellung in der Karte des Eratosthenes von ca. 194 v. Chr., in welcher es als langgestreckte Insel vor der südlichen Küste Asiens liegt; im Text von Strabon, welcher erwähnt, dass aus Taprobane Elfenbein und Schildpatt für den indischen Markt exportiert werden; und im Periplus des Erythreischen Meeres (um 40–70 n. Chr.). In der Geographike Hyphegesis des Claudius Ptolemäus (um 150 n. Chr.) war die XII. und letzte Karte zu Asien ausschließlich der Insel Taprobana gewidmet. Neuzeitlichen Reproduktionen von Ptolemäus’ Werk zufolge sind die Hauptregionen der Insel wie folgt (im Uhrzeigersinn von Nordosten): Mudun/Mudunti/Mudutti, Nagadibi/Nanagadibi, Semnoi/Senni, Tarachoi/Tarachi, Morduli, Bocani/Borhani, Nanigiri/Nanigri, Rogandim/Rogandani/Rhogandini, Bumasani, Cindomnde/Sandocandae, Soani, Anurogrammi und Galiboi/Galibi. Ferner wurden bei Ptolemäus Häfen, umliegende Inseln vor der Küste sowie überseeische Handelspartner Taprobanas namentlich genannt.
In den Tiergeschichten des Claudius Aelianus findet sich vor einer wohl legendenhaften Beschreibung der einheimischen Fischwelt auch die Behauptung, dass es auf Taprobana riesige Schildkröten gäbe, aus deren Panzern man jeweils ein Hausdach errichten könne; ferner gäbe es dort größere Elefanten als auf dem indischen Festland, sodass man sie nach Calinga verkaufe. Auf der Insel gäbe es ferner keine Städte, dafür jedoch 750 Dörfer. In der Ethnica des Stephanos von Byzanz aus dem 6. Jahrhundert finden sich allgemeine Angaben zu Taprobana: Es sei die größte Insel der Indischen See, doppelt so lang wie weit und Heimstatt von Elefanten. Die Metropole der fruchtbaren Insel sei die Stadt Argyra, Hauptausfuhrgüter von dort seien Gerste und Gold.
Die alte Fremdbezeichnung Taprobana wurde aufgrund der geographischen Werke in der griechisch-römischen Literatur konserviert. Im lokalen Sprachgebrauch Sri Lankas setzten sich gänzlich andere Namen durch, vergleiche hierzu Namen Sri Lankas.

## Europäische Kenntnisse in Mittelalter und Neuzeit

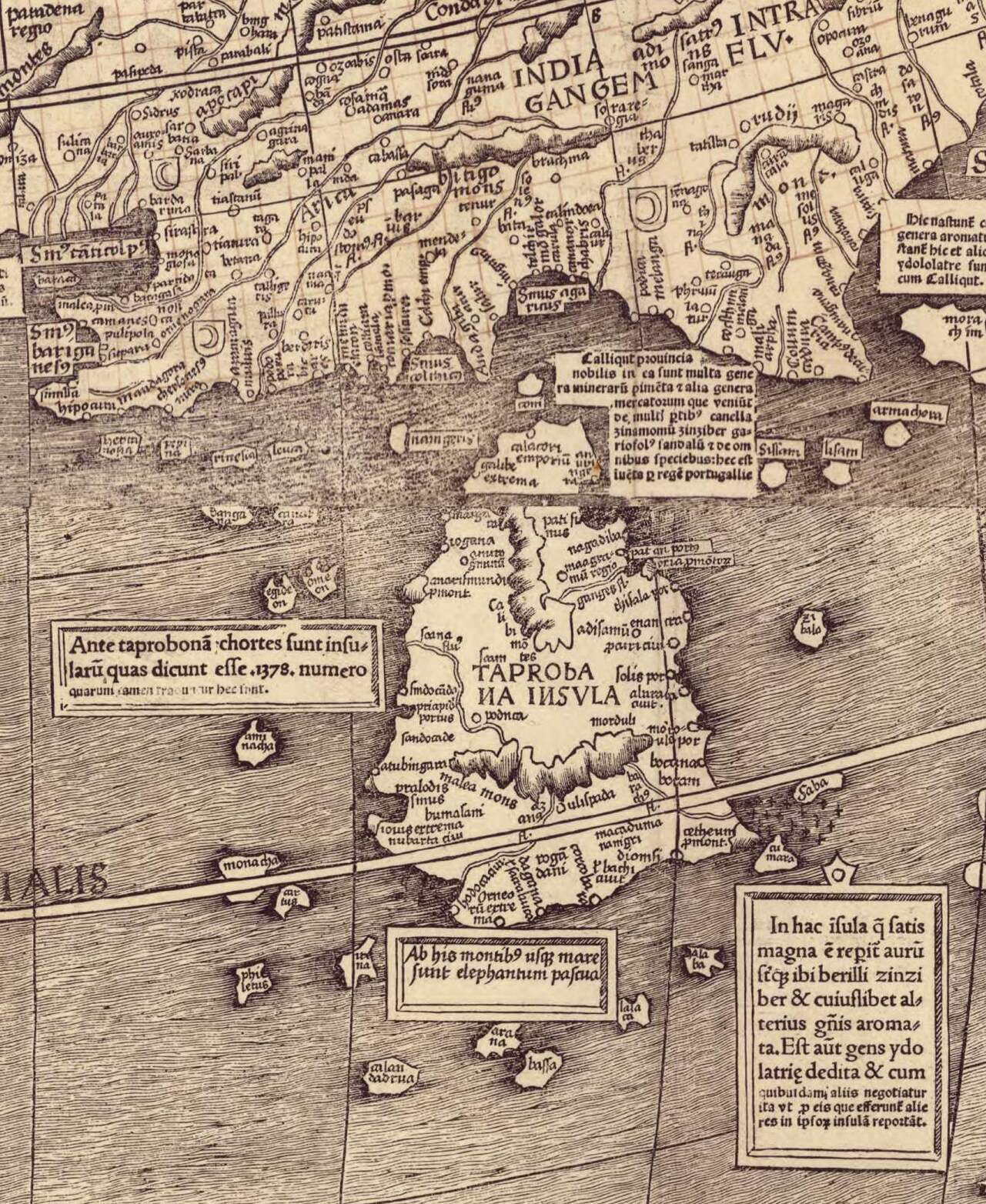
Ausschnitt der indisch-birmanischen Küste mit Taprobana, Weltkarte des Martin Waldseemüller von 1507

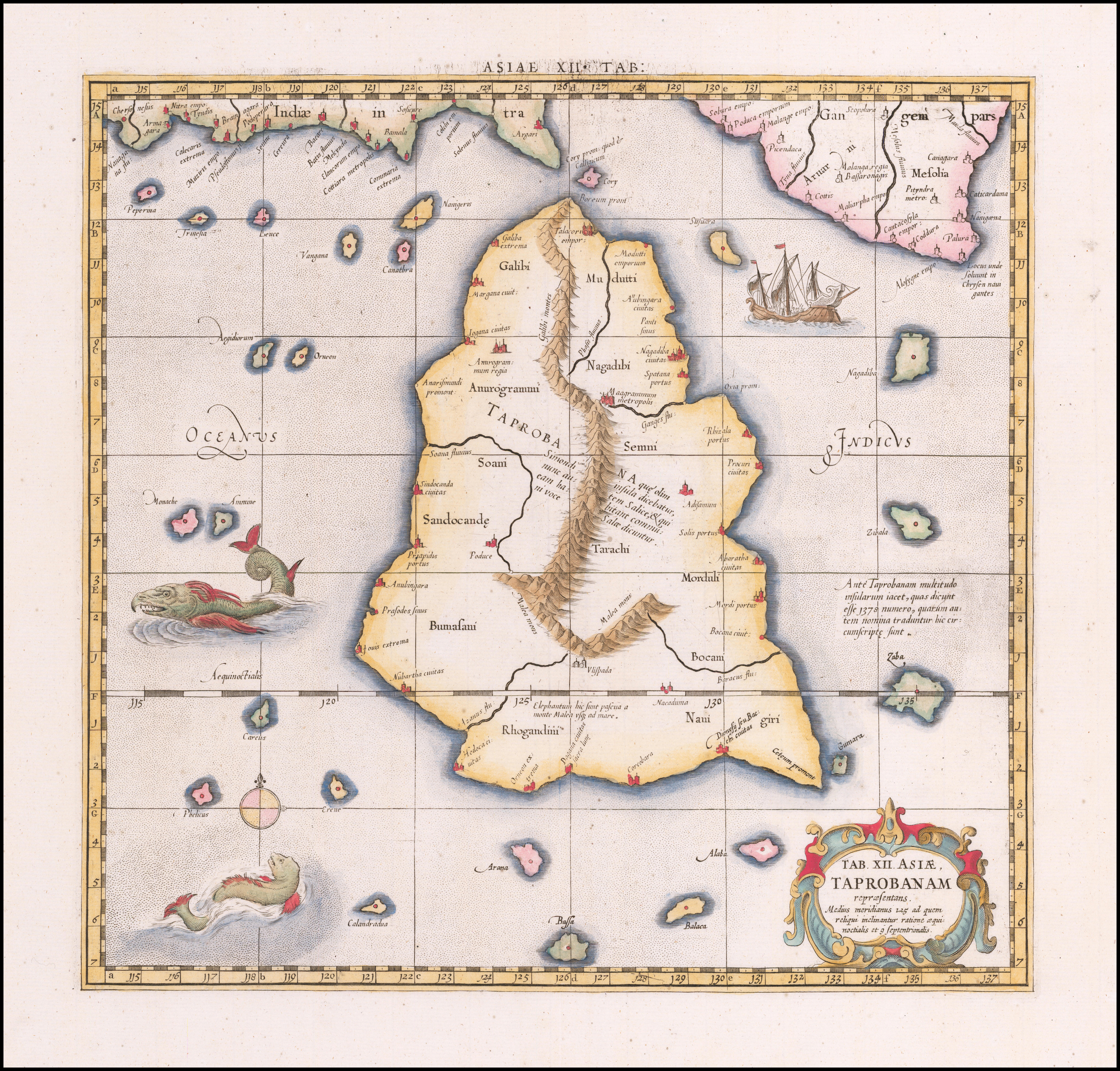
Taprobana in der 12. Asienkarte nach Ptolemäus durch Gerhard Mercator, in einer Neuauflage 1698

Es ist zwar denkbar, dass Claudius Ptolemäus für seine Geographica auch Karten anfertigte, doch es sind lediglich Abschriften seiner Texte überliefert sowie einige Karten, die auch im Mittelalter auf der Basis seiner Beschreibungen neu angefertigt worden sein könnten. Diese Texte und Karten wurden über das Mittelalter hinweg kopiert. Um welches Land es sich bei Taprobana handelte, blieb allerdings grundsätzlich gesichert, auch durch die geographischen Werke von u. a. al-Bīrūnī oder al-Idrisi, welche auch genauere Angaben zu den Küstenlinien hatten. Das europäische Bild von Taprobana blieb jedoch bis in die Neuzeit eher vage, auch wenn beispielsweise Marco Polo in der Region unterwegs gewesen sein soll. Auf den kosmographisch geprägten Weltkarten wurde Taprobana zum Teil über weite Strecken entlang der asiatischen Küste versetzt. Der venezianische Entdeckungsreisende Niccolo di Conti bereiste zwischen 1415 und 1430 Südostasien und identifizierte auf Basis der Angaben bei Ptolemäus fälschlicherweise eine kleinere indonesische Insel bei Sumatra als Taprobane.
Mit dem Aufkommen von Druckerhandwerk und Kupferstichen wurden die überlieferten antiken Kartenwerke vervielfältigt, darunter im Theatrum Orbis Terrarum von Abraham Ortelius 1570 oder in den Tabulae Geographicae des Gerhard Mercator 1578. In der durch das Werk Ptolemäus’ systematisierten Beschreibung Asiens nahm Taprobana stets das zwölfte und letzte Kartenblatt ein. Diese Kartenblätter wurden oft nur wenig redigiert, sondern durch zusätzliche und meist korrektere Karten der europäischen Entdecker ergänzt. Bereits 1507 fertigte Martin Waldseemüller eine um Amerika ergänzte ptolemäische Weltkarte an, in der jedoch die geographische Lage Taprobanas noch unverändert war: Die Insel lag in weit übertriebener Größe vor der indischen Küste, welche ihrerseits stark verzerrt war. Infolgedessen nahm Taprobana einen gleich großen Kartenraum ein wie der ganze indische Subkontinent, ragte weit in den Golf von Bengalen hinein und lag mit seinem Südteil sogar auf dem Äquator. In der Cosmographia von Sebastian Münster 1544 kam es zu einem Irrtum, als auch er Taprobana mit Sumatra identifizierte, was noch für Jahrzehnte zu falschen Angaben in Karten führte, die auf seinem Atlas beruhten. Mercator hingegen lokalisierte Taprobana korrekt und passte auch die Größe der Insel den realen Gegebenheiten an. In vielen Fällen wird Taprobana dann auch nur noch als Zweitname der Insel aufgeführt, da sie durch die Portugiesen mittlerweile als Ceilão bezeichnet wurde.
Der Name Taprobana verschwand schließlich ganz aus den Atlanten und es wurde sogar verschiedentlich eine Phantominsel vermutet. Mehrfach wird auf den Namen noch künstlerisch in der Literatur oder im Film angespielt. Bis heute ist Taprobana der lateinische Name für Sri Lanka, so etwa gebraucht in der Biologie bei der Benennung von Spezies und in der vatikanischen Amtssprache.
Genauere Untersuchungen der Toponyme bei Ptolemäus legen nahe, dass die heute mythisch anmutenden Ortsnamen auf ihm überlieferte und meist verballhornte antike Ortsangaben zurückging, so ist beispielsweise etwa der Regionsname Anurogrammi (o. ä.) die bereits zu Ptolemäus’ Zeiten veraltete Form von Anuradhagrama und meint Anuradhapura, die Hauptstadt eines früheren Königreichs. Der Regionsname Galiboi geht wohl auf Galibbā zurück, das singhalesische Wort für Frischwasserschildkröten, die dort so reichlich vorkamen, dass es auch zu einem Namen für die Einwohner wurde. Bei Semnoi wird eine Abstammung von Simhal vermutet; Tarachoi lässt sich von dem lokalen Taracch̄-Clan herleiten; Rogondanai bezeichnet wohl das einstige Königreich Rohana bzw. Ruhana. Dennoch bleiben einige Namen bei Ptolemäus kryptisch.